# یانکی دودل در برلین
یانکی دودل در برلین (انگلیسی: Yankee Doodle in Berlin) یک فیلم کمدی صامت به کارگردانی اف. ریچارد جونز است که در سال ۱۹۱۹ منتشر شد. نسخه‌ای از این فیلم در کتابخانه کنگره نگهداری می‌شود.

## بازیگران
- فورد استرلینگ در نقش ویلهلم دوم، امپراتور آلمان
- مالکوم سنت کلیر در نقش ویلهلم، ولیعهد آلمان
- برت روچ
- چارلز ماری
- ماری پره‌وو
- چستر کانکلین
- هاینی کانکلین
- اوا تاچر
- بن ترپین
- فیلیس هیور (نامش در عنوان‌بندی نیامده)
- جیمز فینلیسون (نامش در عنوان‌بندی نیامده)